# سباق الطريق في بطولة العالم لسباق الدراجات على الطريق 2021
سباق الطريق في بطولة العالم لسباق الدراجات على الطريق 2021 (بالفرنسية: Course en ligne masculine aux championnats du monde de cyclisme sur route 2021)‏ هو سباق دراجات هوائية، وهو الموسم رقم 88 من سباق الطريق في بطولة العالم لسباق الدراجات على الطريق، وأقيم في 26 سبتمبر 2021، وامتدّ لمسافة 268.3 كيلومتر، وهو أحد سباقات بطولة العالم لسباق الدراجات على الطريق 2021، وشارك فيه 194 متسابقاً ووصل إلى نهايته 68 متسابقاً.
فاز فيه بالمركز الأول جوليان ألافيليب، وبالمركز الثاني ديلان فان بارلي، وبالمركز الثالث مايكل فالغرين.

## الفرق
| فرق وطنية (45)- فريق فرنسا لركوب الدراجات للرجال ‏ - فريق بلجيكا لركوب الدراجات للرجال ‏ - فريق سلوفينيا لركوب الدراجات للرجال‏ - فريق إيطاليا لركوب الدراجات للرجال‏ - فريق المملكة المتحدة لركوب الدراجات للرجال ‏ - فريق هولندا لركوب الدراجات للرجال ‏ - فريق الدنمارك لركوب الدراجات للرجال ‏ - فريق إسبانيا لركوب الدراجات للرجال ‏ - فريق أستراليا لركوب الدراجات للرجال‏ - فريق كولومبيا لركوب الدراجات للرجال‏ - فريق ألمانيا لركوب الدراجات للرجال‏ - فريق سويسرا لركوب الدراجات ‏ - فريق البرتغال لركوب الدراجات للرجال ‏ - فريق النرويج لركوب الدراجات للرجال ‏ - منتخب الإكوادور لركوب الدراجات للرجال‏ - فريق الاتحاد الروسي للدراجات لسباق الدراجات على الطريق للرجال‏ - فريق بولندا لركوب الدراجات ‏ - فريق الولايات المتحدة لسباق الدراجات الهوائية للرجال ‏ - فريق كندا لركوب الدراجات للرجال‏ - فريق النمسا لركوب الدراجات للرجال‏ - فريق نيوزيلندا لركوب الدراجات‏ - فريق جمهورية أيرلندا لركوب الدراجات للرجال‏ - فريق جنوب أفريقيا لركوب الدراجات للرجال‏ - فريق إستونيا لركوب الدراجات للرجال‏ - فريق كازاخستان لركوب الدراجات للرجال ‏ - فريق سلوفاكيا لركوب الدراجات‏ - فريق إرتريا لركوب الدراجات ‏ - فريق التشيك لركوب الدراجات للرجال‏ - فريق أوكرانيا لسباق الدراجات على الطريق للرجال‏ - منتخب لاتفيا لركوب الدراجات للرجال‏ - فريق السويد لركوب الدراجات للرجال‏ - منتخب بنما الوطني لسباق الدراجات على الطريق للرجال‏ - فريق لوكسمبورغ لركوب الدراجات‏ - فريق المجر لركوب الدراجات للرجال‏ - فريق روسيا البيضاء لركوب الدراجات للرجال‏ - فريق رومانيا لركوب الدراجات للرجال‏ - فريق ليتوانيا لركوب الدراجات للرجال‏ - فريق اليونان لركوب الدراجات للرجال‏ - فريق المكسيك لركوب الدراجات للرجال‏ - منتخب تايلاند الوطني لسباق الدراجات على الطريق للرجال‏ - منتخب منغوليا لركوب الدراجات للرجال‏ - فريق الأوروغواي لركوب الدراجات للرجال‏ - فريق فنزويلا لركوب الدراجات للرجال‏ - منتخب ألبانيا لركوب الدراجات للرجال‏ - فريق اليابان لركوب الدراجات للرجال‏ |  |
| |  |

## المشاركون
| فريق فرنسا لركوب الدراجات للرجال ‏ FRA | فريق فرنسا لركوب الدراجات للرجال ‏ FRA | فريق فرنسا لركوب الدراجات للرجال ‏ FRA |
| ------------------------------------- | ------------------------------------- | ------------------------------------- |
| م                                     | عداء                                  | مرتبة                                 |
| 1                                     | جوليان ألافيليب                       | 1                                     |
| 2                                     | ريمي كافانيا                          | لم يكمل السباق                        |
| 3                                     | بينوا كوسنيفروي                       | 19                                    |
| 4                                     | ارنو ديمار                            | 56                                    |
| 5                                     | كريستوف لابورت                        | لم يكمل السباق                        |
| 6                                     | فالنتين مادواس                        | 13                                    |
| 7                                     | كليمنت روسو                           | لم يكمل السباق                        |
| 8                                     | فلوريان سينيشال                       | 9                                     |
| 9                                     | أنتوني تورجيس                         | لم يكمل السباق                        |

| فريق بلجيكا لركوب الدراجات للرجال ‏ BEL | فريق بلجيكا لركوب الدراجات للرجال ‏ BEL | فريق بلجيكا لركوب الدراجات للرجال ‏ BEL |
| -------------------------------------- | -------------------------------------- | -------------------------------------- |
| م                                      | عداء                                   | مرتبة                                  |
| 10                                     | تيسج بنوت                              | 31                                     |
| 11                                     | فكتور كامبنارتس                        | 20                                     |
| 12                                     | Tim Declercq ‏                          | لم يكمل السباق                         |
| 13                                     | رمكو أفينبول                           | 62                                     |
| 14                                     | يفيس لامارت                            | 61                                     |
| 15                                     | جاسبر ستوفين                           | 4                                      |
| 16                                     | ديلان تيونز                            | 27                                     |
| 17                                     | فاوت فان آرت                           | 11                                     |

| فريق سلوفينيا لركوب الدراجات للرجال‏ SLO | فريق سلوفينيا لركوب الدراجات للرجال‏ SLO | فريق سلوفينيا لركوب الدراجات للرجال‏ SLO |
| --------------------------------------- | --------------------------------------- | --------------------------------------- |
| م                                       | عداء                                    | مرتبة                                   |
| 18                                      | لوكا ميزجيك                             | 30                                      |
| 19                                      | ماتج موهوريك                            | 14                                      |
| 20                                      | دومين نوفاك                             | لم يكمل السباق                          |
| 21                                      | ديفيد بير                               | لم يكمل السباق                          |
| 22                                      | تادي بوجار                              | 37                                      |
| 23                                      | جان بولانك                              | 18                                      |
| 24                                      | بريمو روغيليتش                          | 48                                      |
| 25                                      | جان تراتنيك                             | لم يكمل السباق                          |

| فريق إيطاليا لركوب الدراجات للرجال‏ ITA | فريق إيطاليا لركوب الدراجات للرجال‏ ITA | فريق إيطاليا لركوب الدراجات للرجال‏ ITA |
| -------------------------------------- | -------------------------------------- | -------------------------------------- |
| م                                      | عداء                                   | مرتبة                                  |
| 26                                     | Andrea Bagioli ‏                        | لم يكمل السباق                         |
| 27                                     | دافيد باليريني                         | لم يكمل السباق                         |
| 28                                     | سوني كولبريلي                          | 10                                     |
| 29                                     | أليساندرو دي مارشي                     | لم يكمل السباق                         |
| 30                                     | جياني موسكون                           | 58                                     |
| 31                                     | جياكومو نيزولو                         | 15                                     |
| 32                                     | ماتيو ترينتين                          | لم يكمل السباق                         |
| 33                                     | دييغو يليسي                            | 24                                     |

| فريق المملكة المتحدة لركوب الدراجات للرجال ‏ GBR | فريق المملكة المتحدة لركوب الدراجات للرجال ‏ GBR | فريق المملكة المتحدة لركوب الدراجات للرجال ‏ GBR |
| ----------------------------------------------- | ----------------------------------------------- | ----------------------------------------------- |
| م                                               | عداء                                            | مرتبة                                           |
| 34                                              | مارك كافنديش                                    | لم يكمل السباق                                  |
| 35                                              | إيثان هايتر                                     | 35                                              |
| 36                                              | توم بيدكوك                                      | 6                                               |
| 37                                              | لوقا رو                                         | لم يكمل السباق                                  |
| 38                                              | جيك ستيوارت                                     | لم يكمل السباق                                  |
| 39                                              | بن سويفت                                        | لم يكمل السباق                                  |
| 40                                              | كونور سويفت                                     | لم يكمل السباق                                  |
| 41                                              | فرد رايت                                        | لم يكمل السباق                                  |

| فريق هولندا لركوب الدراجات للرجال ‏ NED | فريق هولندا لركوب الدراجات للرجال ‏ NED | فريق هولندا لركوب الدراجات للرجال ‏ NED |
| -------------------------------------- | -------------------------------------- | -------------------------------------- |
| م                                      | عداء                                   | مرتبة                                  |
| 42                                     | Pascal Eenkhoorn ‏                      | 66                                     |
| 43                                     | سيباستيان لانجفيلد                     | لم يكمل السباق                         |
| 44                                     | باوك موليما                            | 29                                     |
| 45                                     | Oscar Riesebeek ‏                       | لم يكمل السباق                         |
| 46                                     | مايك تيونسين                           | 22                                     |
| 47                                     | ديلان فان بارلي                        | 2                                      |
| 48                                     | ماثيو فان دير بيل                      | 8                                      |
| 49                                     | داني فان بوبيل                         | لم يكمل السباق                         |

| فريق الدنمارك لركوب الدراجات للرجال ‏ DEN | فريق الدنمارك لركوب الدراجات للرجال ‏ DEN | فريق الدنمارك لركوب الدراجات للرجال ‏ DEN |
| ---------------------------------------- | ---------------------------------------- | ---------------------------------------- |
| م                                        | عداء                                     | مرتبة                                    |
| 50                                       | كاسبر أصغرين                             | لم يكمل السباق                           |
| 51                                       | ميكيل بيرج                               | لم يكمل السباق                           |
| 52                                       | ميكيل فروليش أونوريه                     | لم يكمل السباق                           |
| 53                                       | مايكل فالغرين                            | 3                                        |
| 54                                       | Andreas Kron ‏                            | لم يكمل السباق                           |
| 55                                       | ماغنوس كورت نيلسن                        | لم يكمل السباق                           |
| 56                                       | مادس بيدرسن                              | لم يكمل السباق                           |
| 57                                       | مادس فورتز شميدت                         | لم يكمل السباق                           |

| فريق إسبانيا لركوب الدراجات للرجال ‏ ESP | فريق إسبانيا لركوب الدراجات للرجال ‏ ESP | فريق إسبانيا لركوب الدراجات للرجال ‏ ESP |
| --------------------------------------- | --------------------------------------- | --------------------------------------- |
| م                                       | عداء                                    | مرتبة                                   |
| 58                                      | Roger Adrià ‏                            | 59                                      |
| 59                                      | اليكس ارانبورو                          | لم يكمل السباق                          |
| 60                                      | إيمانول إرفيتي                          | 43                                      |
| 61                                      | إيفان غارسيا                            | 23                                      |
| 62                                      | جوركا إيزاجير                           | 42                                      |
| 63                                      | كارلوس رودريغيز كانو                    | 53                                      |
| 64                                      | غونزالو سيرانو                          | 44                                      |
| 65                                      | لويس ماس                                | لم يكمل السباق                          |

| فريق أستراليا لركوب الدراجات للرجال‏ AUS | فريق أستراليا لركوب الدراجات للرجال‏ AUS | فريق أستراليا لركوب الدراجات للرجال‏ AUS |
| --------------------------------------- | --------------------------------------- | --------------------------------------- |
| م                                       | عداء                                    | مرتبة                                   |
| 66                                      | Luke Durbridge ‏                         | لم يكمل السباق                          |
| 67                                      | كاليب إيوان                             | لم يكمل السباق                          |
| 68                                      | ناثان هاس                               | لم يكمل السباق                          |
| 69                                      | مايكل ماثيوز                            | 25                                      |
| 70                                      | نيك شولتز                               | لم يكمل السباق                          |
| 71                                      | مايلز سكوتسون                           | لم يكمل السباق                          |
| 72                                      | روبرت ستانارد                           | لم يكمل السباق                          |
| 73                                      | Harry Sweeny ‏                           | لم يكمل السباق                          |

| فريق كولومبيا لركوب الدراجات للرجال‏ COL | فريق كولومبيا لركوب الدراجات للرجال‏ COL | فريق كولومبيا لركوب الدراجات للرجال‏ COL |
| --------------------------------------- | --------------------------------------- | --------------------------------------- |
| م                                       | عداء                                    | مرتبة                                   |
| 74                                      | استيبان تشافيس                          | 64                                      |
| 75                                      | فرناندو جافيريا                         | لم يكمل السباق                          |
| 76                                      | خوسيه تيتو هرنانديز                     | لم يكمل السباق                          |
| 77                                      | سيرجيو هيغويتا                          | لم يكمل السباق                          |
| 78                                      | ألفارو هودج                             | لم يكمل السباق                          |
| 79                                      | خوان سباستيان مولانو                    | لم يكمل السباق                          |
| 80                                      | نيلسون سوتو ‏                            | 65                                      |
| 81                                      | ريغوبيرتو أوران                         | لم يكمل السباق                          |

| فريق ألمانيا لركوب الدراجات للرجال‏ GER | فريق ألمانيا لركوب الدراجات للرجال‏ GER | فريق ألمانيا لركوب الدراجات للرجال‏ GER |
| -------------------------------------- | -------------------------------------- | -------------------------------------- |
| م                                      | عداء                                   | مرتبة                                  |
| 82                                     | باسكال أكرمان                          | لم يكمل السباق                         |
| 83                                     | نيكياس أرندت                           | 67                                     |
| 84                                     | جون ديجينكولب                          | لم يكمل السباق                         |
| 85                                     | Nils Politt ‏                           | 16                                     |
| 86                                     | ماكسيميليان شاخمان                     | لم يكمل السباق                         |
| 87                                     | جورج تسيمارمان                         | 68                                     |

| فريق سويسرا لركوب الدراجات ‏ SUI | فريق سويسرا لركوب الدراجات ‏ SUI | فريق سويسرا لركوب الدراجات ‏ SUI |
| ------------------------------- | ------------------------------- | ------------------------------- |
| م                               | عداء                            | مرتبة                           |
| 88                              | Stefan Bissegger ‏               | لم يكمل السباق                  |
| 89                              | سيلفان ديلير                    | 45                              |
| 90                              | مارك هيرشي                      | لم يكمل السباق                  |
| 91                              | ستيفان كونغ                     | 41                              |
| 92                              | Fabian Lienhard ‏                | 63                              |
| 93                              | مايكل شير                       | لم يكمل السباق                  |

| فريق البرتغال لركوب الدراجات للرجال ‏ POR | فريق البرتغال لركوب الدراجات للرجال ‏ POR | فريق البرتغال لركوب الدراجات للرجال ‏ POR |
| ---------------------------------------- | ---------------------------------------- | ---------------------------------------- |
| م                                        | عداء                                     | مرتبة                                    |
| 94                                       | جواو ألميدا                              | 47                                       |
| 95                                       | نيلسون أوليفيرا                          | 55                                       |
| 96                                       | روي أوليفيرا                             | 39                                       |
| 97                                       | رافاييل ريس                              | لم يكمل السباق                           |
| 98                                       | André Carvalho (cyclist) ‏                | لم يكمل السباق                           |

| فريق النرويج لركوب الدراجات للرجال ‏ NOR | فريق النرويج لركوب الدراجات للرجال ‏ NOR | فريق النرويج لركوب الدراجات للرجال ‏ NOR |
| --------------------------------------- | --------------------------------------- | --------------------------------------- |
| م                                       | عداء                                    | مرتبة                                   |
| 99                                      | Sven Erik Bystrøm ‏                      | 33                                      |
| 100                                     | أودد كريستيان إيكينغ                    | لم يكمل السباق                          |
| 101                                     | ماركوس هويلجارد                         | 12                                      |
| 102                                     | ألكسندر كريستوف                         | 21                                      |
| 103                                     | فيجارد ستيك لاينجن                      | 34                                      |
| 104                                     | راسموس تيلر                             | 51                                      |

| منتخب الإكوادور لركوب الدراجات للرجال‏ ECU | منتخب الإكوادور لركوب الدراجات للرجال‏ ECU | منتخب الإكوادور لركوب الدراجات للرجال‏ ECU |
| ----------------------------------------- | ----------------------------------------- | ----------------------------------------- |
| م                                         | عداء                                      | مرتبة                                     |
| 105                                       | Joel Burbano ‏                             | لم يكمل السباق                            |
| 106                                       | بايرون غواما                              | لم يكمل السباق                            |
| 107                                       | Wilson Haro ‏                              | لم يكمل السباق                            |
| 108                                       | Sebastián Novoa ‏                          | لم يكمل السباق                            |
| 109                                       | كريستيان بيتا ‏                            | لم يكمل السباق                            |
| 110                                       | Alexis Quinteros ‏                         | لم يبدأ                                   |

| فريق الاتحاد الروسي للدراجات لسباق الدراجات على الطريق للرجال‏ RCF | فريق الاتحاد الروسي للدراجات لسباق الدراجات على الطريق للرجال‏ RCF | فريق الاتحاد الروسي للدراجات لسباق الدراجات على الطريق للرجال‏ RCF |
| ----------------------------------------------------------------- | ----------------------------------------------------------------- | ----------------------------------------------------------------- |
| م                                                                 | عداء                                                              | مرتبة                                                             |
| 111                                                               | Igor Boev ‏                                                        | لم يكمل السباق                                                    |
| 112                                                               | سيرجي تشيرنيتسكي                                                  | لم يكمل السباق                                                    |
| 113                                                               | Pavel Kochetkov ‏                                                  | لم يكمل السباق                                                    |
| 114                                                               | Artem Nych ‏                                                       | 40                                                                |
| 115                                                               | Petr Rikunov ‏                                                     | لم يكمل السباق                                                    |
| 116                                                               | ديمتري ستراخوف                                                    | لم يكمل السباق                                                    |

| فريق بولندا لركوب الدراجات ‏ POL | فريق بولندا لركوب الدراجات ‏ POL | فريق بولندا لركوب الدراجات ‏ POL |
| ------------------------------- | ------------------------------- | ------------------------------- |
| م                               | عداء                            | مرتبة                           |
| 117                             | Stanisław Aniołkowski ‏          | لم يكمل السباق                  |
| 118                             | تشيزاري بينديتي                 | 46                              |
| 119                             | ماسيج بودنار                    | لم يكمل السباق                  |
| 120                             | ميخال غولاش                     | لم يكمل السباق                  |
| 121                             | ميكال كوياتكووسكي               | 36                              |
| 122                             | Łukasz Owsian ‏                  | لم يكمل السباق                  |

| فريق الولايات المتحدة لسباق الدراجات الهوائية للرجال ‏ USA | فريق الولايات المتحدة لسباق الدراجات الهوائية للرجال ‏ USA | فريق الولايات المتحدة لسباق الدراجات الهوائية للرجال ‏ USA |
| --------------------------------------------------------- | --------------------------------------------------------- | --------------------------------------------------------- |
| م                                                         | عداء                                                      | مرتبة                                                     |
| 123                                                       | روبن كاربنتر                                              | لم يكمل السباق                                            |
| 124                                                       | لوسون كرادوك                                              | 57                                                        |
| 125                                                       | Matteo Jorgenson ‏                                         | لم يكمل السباق                                            |
| 126                                                       | براندون ماكنولتي                                          | لم يكمل السباق                                            |
| 127                                                       | نيلسون بوولس                                              | 5                                                         |
| 128                                                       | كوين سيمونز                                               | لم يكمل السباق                                            |

| فريق كندا لركوب الدراجات للرجال‏ CAN | فريق كندا لركوب الدراجات للرجال‏ CAN | فريق كندا لركوب الدراجات للرجال‏ CAN |
| ----------------------------------- | ----------------------------------- | ----------------------------------- |
| م                                   | عداء                                | مرتبة                               |
| 129                                 | ويليام بويفن                        | 17                                  |
| 130                                 | Pier-André Côté ‏                    | لم يكمل السباق                      |
| 131                                 | أنطوان دوتشيسن                      | لم يكمل السباق                      |
| 132                                 | هوغو هول                            | لم يكمل السباق                      |
| 133                                 | بنجامين بيري                        | لم يكمل السباق                      |
| 134                                 | Nickolas Zukowsky ‏                  | لم يكمل السباق                      |

| فريق النمسا لركوب الدراجات للرجال‏ AUT | فريق النمسا لركوب الدراجات للرجال‏ AUT | فريق النمسا لركوب الدراجات للرجال‏ AUT |
| ------------------------------------- | ------------------------------------- | ------------------------------------- |
| م                                     | عداء                                  | مرتبة                                 |
| 135                                   | باتريك غامبر                          | 38                                    |
| 136                                   | Michael Gogl ‏                         | 54                                    |
| 137                                   | ماركو هالر                            | لم يكمل السباق                        |
| 138                                   | Sebastian Schönberger ‏                | 28                                    |

| فريق نيوزيلندا لركوب الدراجات‏ NZL | فريق نيوزيلندا لركوب الدراجات‏ NZL | فريق نيوزيلندا لركوب الدراجات‏ NZL |
| --------------------------------- | --------------------------------- | --------------------------------- |
| م                                 | عداء                              | مرتبة                             |
| 139                               | Shane Archbold ‏                   | لم يكمل السباق                    |
| 140                               | جاك باور                          | لم يكمل السباق                    |
| 141                               | Connor Brown (cyclist) ‏           | لم يكمل السباق                    |
| 142                               | توماس سكالي                       | لم يكمل السباق                    |

| فريق جمهورية أيرلندا لركوب الدراجات للرجال‏ IRL | فريق جمهورية أيرلندا لركوب الدراجات للرجال‏ IRL | فريق جمهورية أيرلندا لركوب الدراجات للرجال‏ IRL |
| ---------------------------------------------- | ---------------------------------------------- | ---------------------------------------------- |
| م                                              | عداء                                           | مرتبة                                          |
| 144                                            | إدوارد دنبر                                    | لم يكمل السباق                                 |
| 145                                            | ريان مولين                                     | لم يكمل السباق                                 |
| 146                                            | روري تاونسند ‏                                  | لم يكمل السباق                                 |

| فريق جنوب أفريقيا لركوب الدراجات للرجال‏ RSA | فريق جنوب أفريقيا لركوب الدراجات للرجال‏ RSA | فريق جنوب أفريقيا لركوب الدراجات للرجال‏ RSA |
| ------------------------------------------- | ------------------------------------------- | ------------------------------------------- |
| م                                           | عداء                                        | مرتبة                                       |
| 147                                         | Gustav Basson ‏                              | لم يكمل السباق                              |
| 148                                         | ريان جيبونز                                 | لم يكمل السباق                              |
| 149                                         | ريناردت جانس فان رينسبورغ                   | لم يكمل السباق                              |
| 150                                         | Jayde Julius ‏                               | لم يكمل السباق                              |

| فريق إستونيا لركوب الدراجات للرجال‏ EST | فريق إستونيا لركوب الدراجات للرجال‏ EST | فريق إستونيا لركوب الدراجات للرجال‏ EST |
| -------------------------------------- | -------------------------------------- | -------------------------------------- |
| م                                      | عداء                                   | مرتبة                                  |
| 151                                    | Martin Laas ‏                           | لم يكمل السباق                         |
| 152                                    | Karl Patrick Lauk ‏                     | لم يكمل السباق                         |
| 153                                    | Oskar Nisu ‏                            | لم يكمل السباق                         |
| 154                                    | Norman Vahtra ‏                         | لم يكمل السباق                         |

| فريق كازاخستان لركوب الدراجات للرجال ‏ KAZ | فريق كازاخستان لركوب الدراجات للرجال ‏ KAZ | فريق كازاخستان لركوب الدراجات للرجال ‏ KAZ |
| ----------------------------------------- | ----------------------------------------- | ----------------------------------------- |
| م                                         | عداء                                      | مرتبة                                     |
| 155                                       | Daniil Fominykh ‏                          | لم يكمل السباق                            |
| 156                                       | يفغيني جيديتش                             | لم يكمل السباق                            |
| 157                                       | ديمتري غروزديف                            | لم يكمل السباق                            |
| 158                                       | Yuriy Natarov ‏                            | لم يكمل السباق                            |

| فريق سلوفاكيا لركوب الدراجات‏ SVK | فريق سلوفاكيا لركوب الدراجات‏ SVK | فريق سلوفاكيا لركوب الدراجات‏ SVK |
| -------------------------------- | -------------------------------- | -------------------------------- |
| م                                | عداء                             | مرتبة                            |
| 159                              | Erik Baška ‏                      | لم يكمل السباق                   |
| 160                              | جوراج ساغان                      | لم يكمل السباق                   |
| 161                              | بيتر ساغان                       | 26                               |
| 162                              | Patrik Tybor ‏                    | لم يكمل السباق                   |

| فريق إرتريا لركوب الدراجات ‏ ERI | فريق إرتريا لركوب الدراجات ‏ ERI | فريق إرتريا لركوب الدراجات ‏ ERI |
| ------------------------------- | ------------------------------- | ------------------------------- |
| م                               | عداء                            | مرتبة                           |
| 163                             | ناتنايل بيرهانه                 | لم يكمل السباق                  |
| 164                             | Metkel Eyob ‏                    | لم يكمل السباق                  |
| 165                             | مرحاوي قدس                      | 50                              |
| 166                             | Dawit Yemane ‏                   | لم يكمل السباق                  |

| فريق التشيك لركوب الدراجات للرجال‏ CZE | فريق التشيك لركوب الدراجات للرجال‏ CZE | فريق التشيك لركوب الدراجات للرجال‏ CZE |
| ------------------------------------- | ------------------------------------- | ------------------------------------- |
| م                                     | عداء                                  | مرتبة                                 |
| 167                                   | جوزيف سيرني                           | لم يكمل السباق                        |
| 168                                   | Michael Kukrle ‏                       | لم يكمل السباق                        |
| 169                                   | زدينيك ستيبار                         | 7                                     |
| 170                                   | Petr Vakoč ‏                           | 32                                    |

| فريق أوكرانيا لسباق الدراجات على الطريق للرجال‏ UKR | فريق أوكرانيا لسباق الدراجات على الطريق للرجال‏ UKR | فريق أوكرانيا لسباق الدراجات على الطريق للرجال‏ UKR |
| -------------------------------------------------- | -------------------------------------------------- | -------------------------------------------------- |
| م                                                  | عداء                                               | مرتبة                                              |
| 171                                                | Anatolii Budiak ‏                                   | لم يكمل السباق                                     |
| 172                                                | Mykhaylo Kononenko ‏                                | لم يكمل السباق                                     |
| 173                                                | Andriy Kulyk ‏                                      | لم يكمل السباق                                     |
| 174                                                | Oleksandr Prevar ‏                                  | لم يكمل السباق                                     |

| منتخب لاتفيا لركوب الدراجات للرجال‏ LAT | منتخب لاتفيا لركوب الدراجات للرجال‏ LAT | منتخب لاتفيا لركوب الدراجات للرجال‏ LAT |
| -------------------------------------- | -------------------------------------- | -------------------------------------- |
| م                                      | عداء                                   | مرتبة                                  |
| 175                                    | Emīls Liepiņš ‏                         | 52                                     |
| 176                                    | كريستس نيولاندز                        | لم يكمل السباق                         |
| 177                                    | Mārtiņš Pluto ‏                         | لم يكمل السباق                         |
| 178                                    | توم سكوجين                             | 60                                     |

| فريق السويد لركوب الدراجات للرجال‏ SWE | فريق السويد لركوب الدراجات للرجال‏ SWE | فريق السويد لركوب الدراجات للرجال‏ SWE |
| ------------------------------------- | ------------------------------------- | ------------------------------------- |
| م                                     | عداء                                  | مرتبة                                 |
| 179                                   | لوكاس أريكسون                         | لم يكمل السباق                        |
| 180                                   | كيم ماجنوسون                          | لم يكمل السباق                        |

| منتخب بنما الوطني لسباق الدراجات على الطريق للرجال‏ PAN | منتخب بنما الوطني لسباق الدراجات على الطريق للرجال‏ PAN | منتخب بنما الوطني لسباق الدراجات على الطريق للرجال‏ PAN |
| ------------------------------------------------------ | ------------------------------------------------------ | ------------------------------------------------------ |
| م                                                      | عداء                                                   | مرتبة                                                  |
| 181                                                    | Franklin Archibold ‏                                    | لم يكمل السباق                                         |

| فريق لوكسمبورغ لركوب الدراجات‏ LUX | فريق لوكسمبورغ لركوب الدراجات‏ LUX | فريق لوكسمبورغ لركوب الدراجات‏ LUX |
| --------------------------------- | --------------------------------- | --------------------------------- |
| م                                 | عداء                              | مرتبة                             |
| 182                               | Kevin Geniets ‏                    | لم يكمل السباق                    |
| 183                               | اليكس كيرش                        | لم يكمل السباق                    |

| فريق المجر لركوب الدراجات للرجال‏ HUN | فريق المجر لركوب الدراجات للرجال‏ HUN | فريق المجر لركوب الدراجات للرجال‏ HUN |
| ------------------------------------ | ------------------------------------ | ------------------------------------ |
| م                                    | عداء                                 | مرتبة                                |
| 184                                  | Barnabás Peák ‏                       | لم يكمل السباق                       |

| فريق روسيا البيضاء لركوب الدراجات للرجال‏ BLR | فريق روسيا البيضاء لركوب الدراجات للرجال‏ BLR | فريق روسيا البيضاء لركوب الدراجات للرجال‏ BLR |
| -------------------------------------------- | -------------------------------------------- | -------------------------------------------- |
| م                                            | عداء                                         | مرتبة                                        |
| 185                                          | Aleksandr Riabushenko ‏                       | لم يكمل السباق                               |

| فريق رومانيا لركوب الدراجات للرجال‏ ROU | فريق رومانيا لركوب الدراجات للرجال‏ ROU | فريق رومانيا لركوب الدراجات للرجال‏ ROU |
| -------------------------------------- | -------------------------------------- | -------------------------------------- |
| م                                      | عداء                                   | مرتبة                                  |
| 186                                    | إدوارد مايكل جروسو                     | لم يكمل السباق                         |

| فريق ليتوانيا لركوب الدراجات للرجال‏ LTU | فريق ليتوانيا لركوب الدراجات للرجال‏ LTU | فريق ليتوانيا لركوب الدراجات للرجال‏ LTU |
| --------------------------------------- | --------------------------------------- | --------------------------------------- |
| م                                       | عداء                                    | مرتبة                                   |
| 187                                     | افالداس سيسكفهيوس                       | لم يكمل السباق                          |

| فريق اليونان لركوب الدراجات للرجال‏ GRE | فريق اليونان لركوب الدراجات للرجال‏ GRE | فريق اليونان لركوب الدراجات للرجال‏ GRE |
| -------------------------------------- | -------------------------------------- | -------------------------------------- |
| م                                      | عداء                                   | مرتبة                                  |
| 188                                    | Polychronis Tzortzakis ‏                | لم يكمل السباق                         |

| فريق المكسيك لركوب الدراجات للرجال‏ MEX | فريق المكسيك لركوب الدراجات للرجال‏ MEX | فريق المكسيك لركوب الدراجات للرجال‏ MEX |
| -------------------------------------- | -------------------------------------- | -------------------------------------- |
| م                                      | عداء                                   | مرتبة                                  |
| 189                                    | Eder Frayre ‏                           | لم يكمل السباق                         |

| منتخب تايلاند الوطني لسباق الدراجات على الطريق للرجال‏ THA | منتخب تايلاند الوطني لسباق الدراجات على الطريق للرجال‏ THA | منتخب تايلاند الوطني لسباق الدراجات على الطريق للرجال‏ THA |
| --------------------------------------------------------- | --------------------------------------------------------- | --------------------------------------------------------- |
| م                                                         | عداء                                                      | مرتبة                                                     |
| 190                                                       | Sarawut Sirironnachai ‏                                    | لم يكمل السباق                                            |

| منتخب منغوليا لركوب الدراجات للرجال‏ MGL | منتخب منغوليا لركوب الدراجات للرجال‏ MGL | منتخب منغوليا لركوب الدراجات للرجال‏ MGL |
| --------------------------------------- | --------------------------------------- | --------------------------------------- |
| م                                       | عداء                                    | مرتبة                                   |
| 191                                     | Sainbayaryn Jambaljamts ‏                | لم يكمل السباق                          |

| فريق الأوروغواي لركوب الدراجات للرجال‏ URU | فريق الأوروغواي لركوب الدراجات للرجال‏ URU | فريق الأوروغواي لركوب الدراجات للرجال‏ URU |
| ----------------------------------------- | ----------------------------------------- | ----------------------------------------- |
| م                                         | عداء                                      | مرتبة                                     |
| 192                                       | Eric Fagúndez ‏                            | لم يكمل السباق                            |

| فريق فنزويلا لركوب الدراجات للرجال‏ VEN | فريق فنزويلا لركوب الدراجات للرجال‏ VEN | فريق فنزويلا لركوب الدراجات للرجال‏ VEN |
| -------------------------------------- | -------------------------------------- | -------------------------------------- |
| م                                      | عداء                                   | مرتبة                                  |
| 193                                    | Orluis Aular ‏                          | لم يكمل السباق                         |

| منتخب ألبانيا لركوب الدراجات للرجال‏ ALB | منتخب ألبانيا لركوب الدراجات للرجال‏ ALB | منتخب ألبانيا لركوب الدراجات للرجال‏ ALB |
| --------------------------------------- | --------------------------------------- | --------------------------------------- |
| م                                       | عداء                                    | مرتبة                                   |
| 194                                     | Ylber Sefa ‏                             | لم يكمل السباق                          |

| فريق اليابان لركوب الدراجات للرجال‏ JPN | فريق اليابان لركوب الدراجات للرجال‏ JPN | فريق اليابان لركوب الدراجات للرجال‏ JPN |
| -------------------------------------- | -------------------------------------- | -------------------------------------- |
| م                                      | عداء                                   | مرتبة                                  |
| 195                                    | يوكيا أراشيرو                          | 49                                     |

| فريق فرنسا لركوب الدراجات للرجال ‏ FRA | فريق فرنسا لركوب الدراجات للرجال ‏ FRA | فريق فرنسا لركوب الدراجات للرجال ‏ FRA |
| ------------------------------------- | ------------------------------------- | ------------------------------------- |
| م                                     | عداء                                  | مرتبة                                 |
| 1                                     | جوليان ألافيليب                       | 1                                     |
| 2                                     | ريمي كافانيا                          | لم يكمل السباق                        |
| 3                                     | بينوا كوسنيفروي                       | 19                                    |
| 4                                     | ارنو ديمار                            | 56                                    |
| 5                                     | كريستوف لابورت                        | لم يكمل السباق                        |
| 6                                     | فالنتين مادواس                        | 13                                    |
| 7                                     | كليمنت روسو                           | لم يكمل السباق                        |
| 8                                     | فلوريان سينيشال                       | 9                                     |
| 9                                     | أنتوني تورجيس                         | لم يكمل السباق                        |

| فريق بلجيكا لركوب الدراجات للرجال ‏ BEL | فريق بلجيكا لركوب الدراجات للرجال ‏ BEL | فريق بلجيكا لركوب الدراجات للرجال ‏ BEL |
| -------------------------------------- | -------------------------------------- | -------------------------------------- |
| م                                      | عداء                                   | مرتبة                                  |
| 10                                     | تيسج بنوت                              | 31                                     |
| 11                                     | فكتور كامبنارتس                        | 20                                     |
| 12                                     | Tim Declercq ‏                          | لم يكمل السباق                         |
| 13                                     | رمكو أفينبول                           | 62                                     |
| 14                                     | يفيس لامارت                            | 61                                     |
| 15                                     | جاسبر ستوفين                           | 4                                      |
| 16                                     | ديلان تيونز                            | 27                                     |
| 17                                     | فاوت فان آرت                           | 11                                     |

| فريق سلوفينيا لركوب الدراجات للرجال‏ SLO | فريق سلوفينيا لركوب الدراجات للرجال‏ SLO | فريق سلوفينيا لركوب الدراجات للرجال‏ SLO |
| --------------------------------------- | --------------------------------------- | --------------------------------------- |
| م                                       | عداء                                    | مرتبة                                   |
| 18                                      | لوكا ميزجيك                             | 30                                      |
| 19                                      | ماتج موهوريك                            | 14                                      |
| 20                                      | دومين نوفاك                             | لم يكمل السباق                          |
| 21                                      | ديفيد بير                               | لم يكمل السباق                          |
| 22                                      | تادي بوجار                              | 37                                      |
| 23                                      | جان بولانك                              | 18                                      |
| 24                                      | بريمو روغيليتش                          | 48                                      |
| 25                                      | جان تراتنيك                             | لم يكمل السباق                          |

| فريق إيطاليا لركوب الدراجات للرجال‏ ITA | فريق إيطاليا لركوب الدراجات للرجال‏ ITA | فريق إيطاليا لركوب الدراجات للرجال‏ ITA |
| -------------------------------------- | -------------------------------------- | -------------------------------------- |
| م                                      | عداء                                   | مرتبة                                  |
| 26                                     | Andrea Bagioli ‏                        | لم يكمل السباق                         |
| 27                                     | دافيد باليريني                         | لم يكمل السباق                         |
| 28                                     | سوني كولبريلي                          | 10                                     |
| 29                                     | أليساندرو دي مارشي                     | لم يكمل السباق                         |
| 30                                     | جياني موسكون                           | 58                                     |
| 31                                     | جياكومو نيزولو                         | 15                                     |
| 32                                     | ماتيو ترينتين                          | لم يكمل السباق                         |
| 33                                     | دييغو يليسي                            | 24                                     |

| فريق المملكة المتحدة لركوب الدراجات للرجال ‏ GBR | فريق المملكة المتحدة لركوب الدراجات للرجال ‏ GBR | فريق المملكة المتحدة لركوب الدراجات للرجال ‏ GBR |
| ----------------------------------------------- | ----------------------------------------------- | ----------------------------------------------- |
| م                                               | عداء                                            | مرتبة                                           |
| 34                                              | مارك كافنديش                                    | لم يكمل السباق                                  |
| 35                                              | إيثان هايتر                                     | 35                                              |
| 36                                              | توم بيدكوك                                      | 6                                               |
| 37                                              | لوقا رو                                         | لم يكمل السباق                                  |
| 38                                              | جيك ستيوارت                                     | لم يكمل السباق                                  |
| 39                                              | بن سويفت                                        | لم يكمل السباق                                  |
| 40                                              | كونور سويفت                                     | لم يكمل السباق                                  |
| 41                                              | فرد رايت                                        | لم يكمل السباق                                  |

| فريق هولندا لركوب الدراجات للرجال ‏ NED | فريق هولندا لركوب الدراجات للرجال ‏ NED | فريق هولندا لركوب الدراجات للرجال ‏ NED |
| -------------------------------------- | -------------------------------------- | -------------------------------------- |
| م                                      | عداء                                   | مرتبة                                  |
| 42                                     | Pascal Eenkhoorn ‏                      | 66                                     |
| 43                                     | سيباستيان لانجفيلد                     | لم يكمل السباق                         |
| 44                                     | باوك موليما                            | 29                                     |
| 45                                     | Oscar Riesebeek ‏                       | لم يكمل السباق                         |
| 46                                     | مايك تيونسين                           | 22                                     |
| 47                                     | ديلان فان بارلي                        | 2                                      |
| 48                                     | ماثيو فان دير بيل                      | 8                                      |
| 49                                     | داني فان بوبيل                         | لم يكمل السباق                         |

| فريق الدنمارك لركوب الدراجات للرجال ‏ DEN | فريق الدنمارك لركوب الدراجات للرجال ‏ DEN | فريق الدنمارك لركوب الدراجات للرجال ‏ DEN |
| ---------------------------------------- | ---------------------------------------- | ---------------------------------------- |
| م                                        | عداء                                     | مرتبة                                    |
| 50                                       | كاسبر أصغرين                             | لم يكمل السباق                           |
| 51                                       | ميكيل بيرج                               | لم يكمل السباق                           |
| 52                                       | ميكيل فروليش أونوريه                     | لم يكمل السباق                           |
| 53                                       | مايكل فالغرين                            | 3                                        |
| 54                                       | Andreas Kron ‏                            | لم يكمل السباق                           |
| 55                                       | ماغنوس كورت نيلسن                        | لم يكمل السباق                           |
| 56                                       | مادس بيدرسن                              | لم يكمل السباق                           |
| 57                                       | مادس فورتز شميدت                         | لم يكمل السباق                           |

| فريق إسبانيا لركوب الدراجات للرجال ‏ ESP | فريق إسبانيا لركوب الدراجات للرجال ‏ ESP | فريق إسبانيا لركوب الدراجات للرجال ‏ ESP |
| --------------------------------------- | --------------------------------------- | --------------------------------------- |
| م                                       | عداء                                    | مرتبة                                   |
| 58                                      | Roger Adrià ‏                            | 59                                      |
| 59                                      | اليكس ارانبورو                          | لم يكمل السباق                          |
| 60                                      | إيمانول إرفيتي                          | 43                                      |
| 61                                      | إيفان غارسيا                            | 23                                      |
| 62                                      | جوركا إيزاجير                           | 42                                      |
| 63                                      | كارلوس رودريغيز كانو                    | 53                                      |
| 64                                      | غونزالو سيرانو                          | 44                                      |
| 65                                      | لويس ماس                                | لم يكمل السباق                          |

| فريق أستراليا لركوب الدراجات للرجال‏ AUS | فريق أستراليا لركوب الدراجات للرجال‏ AUS | فريق أستراليا لركوب الدراجات للرجال‏ AUS |
| --------------------------------------- | --------------------------------------- | --------------------------------------- |
| م                                       | عداء                                    | مرتبة                                   |
| 66                                      | Luke Durbridge ‏                         | لم يكمل السباق                          |
| 67                                      | كاليب إيوان                             | لم يكمل السباق                          |
| 68                                      | ناثان هاس                               | لم يكمل السباق                          |
| 69                                      | مايكل ماثيوز                            | 25                                      |
| 70                                      | نيك شولتز                               | لم يكمل السباق                          |
| 71                                      | مايلز سكوتسون                           | لم يكمل السباق                          |
| 72                                      | روبرت ستانارد                           | لم يكمل السباق                          |
| 73                                      | Harry Sweeny ‏                           | لم يكمل السباق                          |

| فريق كولومبيا لركوب الدراجات للرجال‏ COL | فريق كولومبيا لركوب الدراجات للرجال‏ COL | فريق كولومبيا لركوب الدراجات للرجال‏ COL |
| --------------------------------------- | --------------------------------------- | --------------------------------------- |
| م                                       | عداء                                    | مرتبة                                   |
| 74                                      | استيبان تشافيس                          | 64                                      |
| 75                                      | فرناندو جافيريا                         | لم يكمل السباق                          |
| 76                                      | خوسيه تيتو هرنانديز                     | لم يكمل السباق                          |
| 77                                      | سيرجيو هيغويتا                          | لم يكمل السباق                          |
| 78                                      | ألفارو هودج                             | لم يكمل السباق                          |
| 79                                      | خوان سباستيان مولانو                    | لم يكمل السباق                          |
| 80                                      | نيلسون سوتو ‏                            | 65                                      |
| 81                                      | ريغوبيرتو أوران                         | لم يكمل السباق                          |

| فريق ألمانيا لركوب الدراجات للرجال‏ GER | فريق ألمانيا لركوب الدراجات للرجال‏ GER | فريق ألمانيا لركوب الدراجات للرجال‏ GER |
| -------------------------------------- | -------------------------------------- | -------------------------------------- |
| م                                      | عداء                                   | مرتبة                                  |
| 82                                     | باسكال أكرمان                          | لم يكمل السباق                         |
| 83                                     | نيكياس أرندت                           | 67                                     |
| 84                                     | جون ديجينكولب                          | لم يكمل السباق                         |
| 85                                     | Nils Politt ‏                           | 16                                     |
| 86                                     | ماكسيميليان شاخمان                     | لم يكمل السباق                         |
| 87                                     | جورج تسيمارمان                         | 68                                     |

| فريق سويسرا لركوب الدراجات ‏ SUI | فريق سويسرا لركوب الدراجات ‏ SUI | فريق سويسرا لركوب الدراجات ‏ SUI |
| ------------------------------- | ------------------------------- | ------------------------------- |
| م                               | عداء                            | مرتبة                           |
| 88                              | Stefan Bissegger ‏               | لم يكمل السباق                  |
| 89                              | سيلفان ديلير                    | 45                              |
| 90                              | مارك هيرشي                      | لم يكمل السباق                  |
| 91                              | ستيفان كونغ                     | 41                              |
| 92                              | Fabian Lienhard ‏                | 63                              |
| 93                              | مايكل شير                       | لم يكمل السباق                  |

| فريق البرتغال لركوب الدراجات للرجال ‏ POR | فريق البرتغال لركوب الدراجات للرجال ‏ POR | فريق البرتغال لركوب الدراجات للرجال ‏ POR |
| ---------------------------------------- | ---------------------------------------- | ---------------------------------------- |
| م                                        | عداء                                     | مرتبة                                    |
| 94                                       | جواو ألميدا                              | 47                                       |
| 95                                       | نيلسون أوليفيرا                          | 55                                       |
| 96                                       | روي أوليفيرا                             | 39                                       |
| 97                                       | رافاييل ريس                              | لم يكمل السباق                           |
| 98                                       | André Carvalho (cyclist) ‏                | لم يكمل السباق                           |

| فريق النرويج لركوب الدراجات للرجال ‏ NOR | فريق النرويج لركوب الدراجات للرجال ‏ NOR | فريق النرويج لركوب الدراجات للرجال ‏ NOR |
| --------------------------------------- | --------------------------------------- | --------------------------------------- |
| م                                       | عداء                                    | مرتبة                                   |
| 99                                      | Sven Erik Bystrøm ‏                      | 33                                      |
| 100                                     | أودد كريستيان إيكينغ                    | لم يكمل السباق                          |
| 101                                     | ماركوس هويلجارد                         | 12                                      |
| 102                                     | ألكسندر كريستوف                         | 21                                      |
| 103                                     | فيجارد ستيك لاينجن                      | 34                                      |
| 104                                     | راسموس تيلر                             | 51                                      |

| منتخب الإكوادور لركوب الدراجات للرجال‏ ECU | منتخب الإكوادور لركوب الدراجات للرجال‏ ECU | منتخب الإكوادور لركوب الدراجات للرجال‏ ECU |
| ----------------------------------------- | ----------------------------------------- | ----------------------------------------- |
| م                                         | عداء                                      | مرتبة                                     |
| 105                                       | Joel Burbano ‏                             | لم يكمل السباق                            |
| 106                                       | بايرون غواما                              | لم يكمل السباق                            |
| 107                                       | Wilson Haro ‏                              | لم يكمل السباق                            |
| 108                                       | Sebastián Novoa ‏                          | لم يكمل السباق                            |
| 109                                       | كريستيان بيتا ‏                            | لم يكمل السباق                            |
| 110                                       | Alexis Quinteros ‏                         | لم يبدأ                                   |

| فريق الاتحاد الروسي للدراجات لسباق الدراجات على الطريق للرجال‏ RCF | فريق الاتحاد الروسي للدراجات لسباق الدراجات على الطريق للرجال‏ RCF | فريق الاتحاد الروسي للدراجات لسباق الدراجات على الطريق للرجال‏ RCF |
| ----------------------------------------------------------------- | ----------------------------------------------------------------- | ----------------------------------------------------------------- |
| م                                                                 | عداء                                                              | مرتبة                                                             |
| 111                                                               | Igor Boev ‏                                                        | لم يكمل السباق                                                    |
| 112                                                               | سيرجي تشيرنيتسكي                                                  | لم يكمل السباق                                                    |
| 113                                                               | Pavel Kochetkov ‏                                                  | لم يكمل السباق                                                    |
| 114                                                               | Artem Nych ‏                                                       | 40                                                                |
| 115                                                               | Petr Rikunov ‏                                                     | لم يكمل السباق                                                    |
| 116                                                               | ديمتري ستراخوف                                                    | لم يكمل السباق                                                    |

| فريق بولندا لركوب الدراجات ‏ POL | فريق بولندا لركوب الدراجات ‏ POL | فريق بولندا لركوب الدراجات ‏ POL |
| ------------------------------- | ------------------------------- | ------------------------------- |
| م                               | عداء                            | مرتبة                           |
| 117                             | Stanisław Aniołkowski ‏          | لم يكمل السباق                  |
| 118                             | تشيزاري بينديتي                 | 46                              |
| 119                             | ماسيج بودنار                    | لم يكمل السباق                  |
| 120                             | ميخال غولاش                     | لم يكمل السباق                  |
| 121                             | ميكال كوياتكووسكي               | 36                              |
| 122                             | Łukasz Owsian ‏                  | لم يكمل السباق                  |

| فريق الولايات المتحدة لسباق الدراجات الهوائية للرجال ‏ USA | فريق الولايات المتحدة لسباق الدراجات الهوائية للرجال ‏ USA | فريق الولايات المتحدة لسباق الدراجات الهوائية للرجال ‏ USA |
| --------------------------------------------------------- | --------------------------------------------------------- | --------------------------------------------------------- |
| م                                                         | عداء                                                      | مرتبة                                                     |
| 123                                                       | روبن كاربنتر                                              | لم يكمل السباق                                            |
| 124                                                       | لوسون كرادوك                                              | 57                                                        |
| 125                                                       | Matteo Jorgenson ‏                                         | لم يكمل السباق                                            |
| 126                                                       | براندون ماكنولتي                                          | لم يكمل السباق                                            |
| 127                                                       | نيلسون بوولس                                              | 5                                                         |
| 128                                                       | كوين سيمونز                                               | لم يكمل السباق                                            |

| فريق كندا لركوب الدراجات للرجال‏ CAN | فريق كندا لركوب الدراجات للرجال‏ CAN | فريق كندا لركوب الدراجات للرجال‏ CAN |
| ----------------------------------- | ----------------------------------- | ----------------------------------- |
| م                                   | عداء                                | مرتبة                               |
| 129                                 | ويليام بويفن                        | 17                                  |
| 130                                 | Pier-André Côté ‏                    | لم يكمل السباق                      |
| 131                                 | أنطوان دوتشيسن                      | لم يكمل السباق                      |
| 132                                 | هوغو هول                            | لم يكمل السباق                      |
| 133                                 | بنجامين بيري                        | لم يكمل السباق                      |
| 134                                 | Nickolas Zukowsky ‏                  | لم يكمل السباق                      |

| فريق النمسا لركوب الدراجات للرجال‏ AUT | فريق النمسا لركوب الدراجات للرجال‏ AUT | فريق النمسا لركوب الدراجات للرجال‏ AUT |
| ------------------------------------- | ------------------------------------- | ------------------------------------- |
| م                                     | عداء                                  | مرتبة                                 |
| 135                                   | باتريك غامبر                          | 38                                    |
| 136                                   | Michael Gogl ‏                         | 54                                    |
| 137                                   | ماركو هالر                            | لم يكمل السباق                        |
| 138                                   | Sebastian Schönberger ‏                | 28                                    |

| فريق نيوزيلندا لركوب الدراجات‏ NZL | فريق نيوزيلندا لركوب الدراجات‏ NZL | فريق نيوزيلندا لركوب الدراجات‏ NZL |
| --------------------------------- | --------------------------------- | --------------------------------- |
| م                                 | عداء                              | مرتبة                             |
| 139                               | Shane Archbold ‏                   | لم يكمل السباق                    |
| 140                               | جاك باور                          | لم يكمل السباق                    |
| 141                               | Connor Brown (cyclist) ‏           | لم يكمل السباق                    |
| 142                               | توماس سكالي                       | لم يكمل السباق                    |

| فريق جمهورية أيرلندا لركوب الدراجات للرجال‏ IRL | فريق جمهورية أيرلندا لركوب الدراجات للرجال‏ IRL | فريق جمهورية أيرلندا لركوب الدراجات للرجال‏ IRL |
| ---------------------------------------------- | ---------------------------------------------- | ---------------------------------------------- |
| م                                              | عداء                                           | مرتبة                                          |
| 144                                            | إدوارد دنبر                                    | لم يكمل السباق                                 |
| 145                                            | ريان مولين                                     | لم يكمل السباق                                 |
| 146                                            | روري تاونسند ‏                                  | لم يكمل السباق                                 |

| فريق جنوب أفريقيا لركوب الدراجات للرجال‏ RSA | فريق جنوب أفريقيا لركوب الدراجات للرجال‏ RSA | فريق جنوب أفريقيا لركوب الدراجات للرجال‏ RSA |
| ------------------------------------------- | ------------------------------------------- | ------------------------------------------- |
| م                                           | عداء                                        | مرتبة                                       |
| 147                                         | Gustav Basson ‏                              | لم يكمل السباق                              |
| 148                                         | ريان جيبونز                                 | لم يكمل السباق                              |
| 149                                         | ريناردت جانس فان رينسبورغ                   | لم يكمل السباق                              |
| 150                                         | Jayde Julius ‏                               | لم يكمل السباق                              |

| فريق إستونيا لركوب الدراجات للرجال‏ EST | فريق إستونيا لركوب الدراجات للرجال‏ EST | فريق إستونيا لركوب الدراجات للرجال‏ EST |
| -------------------------------------- | -------------------------------------- | -------------------------------------- |
| م                                      | عداء                                   | مرتبة                                  |
| 151                                    | Martin Laas ‏                           | لم يكمل السباق                         |
| 152                                    | Karl Patrick Lauk ‏                     | لم يكمل السباق                         |
| 153                                    | Oskar Nisu ‏                            | لم يكمل السباق                         |
| 154                                    | Norman Vahtra ‏                         | لم يكمل السباق                         |

| فريق كازاخستان لركوب الدراجات للرجال ‏ KAZ | فريق كازاخستان لركوب الدراجات للرجال ‏ KAZ | فريق كازاخستان لركوب الدراجات للرجال ‏ KAZ |
| ----------------------------------------- | ----------------------------------------- | ----------------------------------------- |
| م                                         | عداء                                      | مرتبة                                     |
| 155                                       | Daniil Fominykh ‏                          | لم يكمل السباق                            |
| 156                                       | يفغيني جيديتش                             | لم يكمل السباق                            |
| 157                                       | ديمتري غروزديف                            | لم يكمل السباق                            |
| 158                                       | Yuriy Natarov ‏                            | لم يكمل السباق                            |

| فريق سلوفاكيا لركوب الدراجات‏ SVK | فريق سلوفاكيا لركوب الدراجات‏ SVK | فريق سلوفاكيا لركوب الدراجات‏ SVK |
| -------------------------------- | -------------------------------- | -------------------------------- |
| م                                | عداء                             | مرتبة                            |
| 159                              | Erik Baška ‏                      | لم يكمل السباق                   |
| 160                              | جوراج ساغان                      | لم يكمل السباق                   |
| 161                              | بيتر ساغان                       | 26                               |
| 162                              | Patrik Tybor ‏                    | لم يكمل السباق                   |

| فريق إرتريا لركوب الدراجات ‏ ERI | فريق إرتريا لركوب الدراجات ‏ ERI | فريق إرتريا لركوب الدراجات ‏ ERI |
| ------------------------------- | ------------------------------- | ------------------------------- |
| م                               | عداء                            | مرتبة                           |
| 163                             | ناتنايل بيرهانه                 | لم يكمل السباق                  |
| 164                             | Metkel Eyob ‏                    | لم يكمل السباق                  |
| 165                             | مرحاوي قدس                      | 50                              |
| 166                             | Dawit Yemane ‏                   | لم يكمل السباق                  |

| فريق التشيك لركوب الدراجات للرجال‏ CZE | فريق التشيك لركوب الدراجات للرجال‏ CZE | فريق التشيك لركوب الدراجات للرجال‏ CZE |
| ------------------------------------- | ------------------------------------- | ------------------------------------- |
| م                                     | عداء                                  | مرتبة                                 |
| 167                                   | جوزيف سيرني                           | لم يكمل السباق                        |
| 168                                   | Michael Kukrle ‏                       | لم يكمل السباق                        |
| 169                                   | زدينيك ستيبار                         | 7                                     |
| 170                                   | Petr Vakoč ‏                           | 32                                    |

| فريق أوكرانيا لسباق الدراجات على الطريق للرجال‏ UKR | فريق أوكرانيا لسباق الدراجات على الطريق للرجال‏ UKR | فريق أوكرانيا لسباق الدراجات على الطريق للرجال‏ UKR |
| -------------------------------------------------- | -------------------------------------------------- | -------------------------------------------------- |
| م                                                  | عداء                                               | مرتبة                                              |
| 171                                                | Anatolii Budiak ‏                                   | لم يكمل السباق                                     |
| 172                                                | Mykhaylo Kononenko ‏                                | لم يكمل السباق                                     |
| 173                                                | Andriy Kulyk ‏                                      | لم يكمل السباق                                     |
| 174                                                | Oleksandr Prevar ‏                                  | لم يكمل السباق                                     |

| منتخب لاتفيا لركوب الدراجات للرجال‏ LAT | منتخب لاتفيا لركوب الدراجات للرجال‏ LAT | منتخب لاتفيا لركوب الدراجات للرجال‏ LAT |
| -------------------------------------- | -------------------------------------- | -------------------------------------- |
| م                                      | عداء                                   | مرتبة                                  |
| 175                                    | Emīls Liepiņš ‏                         | 52                                     |
| 176                                    | كريستس نيولاندز                        | لم يكمل السباق                         |
| 177                                    | Mārtiņš Pluto ‏                         | لم يكمل السباق                         |
| 178                                    | توم سكوجين                             | 60                                     |

| فريق السويد لركوب الدراجات للرجال‏ SWE | فريق السويد لركوب الدراجات للرجال‏ SWE | فريق السويد لركوب الدراجات للرجال‏ SWE |
| ------------------------------------- | ------------------------------------- | ------------------------------------- |
| م                                     | عداء                                  | مرتبة                                 |
| 179                                   | لوكاس أريكسون                         | لم يكمل السباق                        |
| 180                                   | كيم ماجنوسون                          | لم يكمل السباق                        |

| منتخب بنما الوطني لسباق الدراجات على الطريق للرجال‏ PAN | منتخب بنما الوطني لسباق الدراجات على الطريق للرجال‏ PAN | منتخب بنما الوطني لسباق الدراجات على الطريق للرجال‏ PAN |
| ------------------------------------------------------ | ------------------------------------------------------ | ------------------------------------------------------ |
| م                                                      | عداء                                                   | مرتبة                                                  |
| 181                                                    | Franklin Archibold ‏                                    | لم يكمل السباق                                         |

| فريق لوكسمبورغ لركوب الدراجات‏ LUX | فريق لوكسمبورغ لركوب الدراجات‏ LUX | فريق لوكسمبورغ لركوب الدراجات‏ LUX |
| --------------------------------- | --------------------------------- | --------------------------------- |
| م                                 | عداء                              | مرتبة                             |
| 182                               | Kevin Geniets ‏                    | لم يكمل السباق                    |
| 183                               | اليكس كيرش                        | لم يكمل السباق                    |

| فريق المجر لركوب الدراجات للرجال‏ HUN | فريق المجر لركوب الدراجات للرجال‏ HUN | فريق المجر لركوب الدراجات للرجال‏ HUN |
| ------------------------------------ | ------------------------------------ | ------------------------------------ |
| م                                    | عداء                                 | مرتبة                                |
| 184                                  | Barnabás Peák ‏                       | لم يكمل السباق                       |

| فريق روسيا البيضاء لركوب الدراجات للرجال‏ BLR | فريق روسيا البيضاء لركوب الدراجات للرجال‏ BLR | فريق روسيا البيضاء لركوب الدراجات للرجال‏ BLR |
| -------------------------------------------- | -------------------------------------------- | -------------------------------------------- |
| م                                            | عداء                                         | مرتبة                                        |
| 185                                          | Aleksandr Riabushenko ‏                       | لم يكمل السباق                               |

| فريق رومانيا لركوب الدراجات للرجال‏ ROU | فريق رومانيا لركوب الدراجات للرجال‏ ROU | فريق رومانيا لركوب الدراجات للرجال‏ ROU |
| -------------------------------------- | -------------------------------------- | -------------------------------------- |
| م                                      | عداء                                   | مرتبة                                  |
| 186                                    | إدوارد مايكل جروسو                     | لم يكمل السباق                         |

| فريق ليتوانيا لركوب الدراجات للرجال‏ LTU | فريق ليتوانيا لركوب الدراجات للرجال‏ LTU | فريق ليتوانيا لركوب الدراجات للرجال‏ LTU |
| --------------------------------------- | --------------------------------------- | --------------------------------------- |
| م                                       | عداء                                    | مرتبة                                   |
| 187                                     | افالداس سيسكفهيوس                       | لم يكمل السباق                          |

| فريق اليونان لركوب الدراجات للرجال‏ GRE | فريق اليونان لركوب الدراجات للرجال‏ GRE | فريق اليونان لركوب الدراجات للرجال‏ GRE |
| -------------------------------------- | -------------------------------------- | -------------------------------------- |
| م                                      | عداء                                   | مرتبة                                  |
| 188                                    | Polychronis Tzortzakis ‏                | لم يكمل السباق                         |

| فريق المكسيك لركوب الدراجات للرجال‏ MEX | فريق المكسيك لركوب الدراجات للرجال‏ MEX | فريق المكسيك لركوب الدراجات للرجال‏ MEX |
| -------------------------------------- | -------------------------------------- | -------------------------------------- |
| م                                      | عداء                                   | مرتبة                                  |
| 189                                    | Eder Frayre ‏                           | لم يكمل السباق                         |

| منتخب تايلاند الوطني لسباق الدراجات على الطريق للرجال‏ THA | منتخب تايلاند الوطني لسباق الدراجات على الطريق للرجال‏ THA | منتخب تايلاند الوطني لسباق الدراجات على الطريق للرجال‏ THA |
| --------------------------------------------------------- | --------------------------------------------------------- | --------------------------------------------------------- |
| م                                                         | عداء                                                      | مرتبة                                                     |
| 190                                                       | Sarawut Sirironnachai ‏                                    | لم يكمل السباق                                            |

| منتخب منغوليا لركوب الدراجات للرجال‏ MGL | منتخب منغوليا لركوب الدراجات للرجال‏ MGL | منتخب منغوليا لركوب الدراجات للرجال‏ MGL |
| --------------------------------------- | --------------------------------------- | --------------------------------------- |
| م                                       | عداء                                    | مرتبة                                   |
| 191                                     | Sainbayaryn Jambaljamts ‏                | لم يكمل السباق                          |

| فريق الأوروغواي لركوب الدراجات للرجال‏ URU | فريق الأوروغواي لركوب الدراجات للرجال‏ URU | فريق الأوروغواي لركوب الدراجات للرجال‏ URU |
| ----------------------------------------- | ----------------------------------------- | ----------------------------------------- |
| م                                         | عداء                                      | مرتبة                                     |
| 192                                       | Eric Fagúndez ‏                            | لم يكمل السباق                            |

| فريق فنزويلا لركوب الدراجات للرجال‏ VEN | فريق فنزويلا لركوب الدراجات للرجال‏ VEN | فريق فنزويلا لركوب الدراجات للرجال‏ VEN |
| -------------------------------------- | -------------------------------------- | -------------------------------------- |
| م                                      | عداء                                   | مرتبة                                  |
| 193                                    | Orluis Aular ‏                          | لم يكمل السباق                         |

| منتخب ألبانيا لركوب الدراجات للرجال‏ ALB | منتخب ألبانيا لركوب الدراجات للرجال‏ ALB | منتخب ألبانيا لركوب الدراجات للرجال‏ ALB |
| --------------------------------------- | --------------------------------------- | --------------------------------------- |
| م                                       | عداء                                    | مرتبة                                   |
| 194                                     | Ylber Sefa ‏                             | لم يكمل السباق                          |

| فريق اليابان لركوب الدراجات للرجال‏ JPN | فريق اليابان لركوب الدراجات للرجال‏ JPN | فريق اليابان لركوب الدراجات للرجال‏ JPN |
| -------------------------------------- | -------------------------------------- | -------------------------------------- |
| م                                      | عداء                                   | مرتبة                                  |
| 195                                    | يوكيا أراشيرو                          | 49                                     |

## التصنيف العام النهائي
| التصنيف العام         | التصنيف العام     | التصنيف العام    | التصنيف العام    | التصنيف العام     |
| العداء                | العداء            | البلد            | الفريق           | الوقت             |
| --------------------- | ----------------- | ---------------- | ---------------- | ----------------- |
| 1                     | جوليان ألافيليب   | فرنسا            | فرنسا            | 5 س 56 دقيقة 34 ث |
| 2                     | ديلان فان بارلي   | هولندا           | هولندا           | + 32 ث            |
| 3                     | مايكل فالغرين     | الدنمارك         | الدنمارك         | + 32 ث            |
| 4                     | جاسبر ستوفين      | بلجيكا           | بلجيكا           | + 32 ث            |
| 5                     | نيلسون بوولس      | الولايات المتحدة | الولايات المتحدة | + 32 ث            |
| 6                     | توم بيدكوك        | المملكة المتحدة  | المملكة المتحدة  | + 49 ث            |
| 7                     | زدينيك ستيبار     | التشيك           | التشيك           | + 1 دقيقة 06 ث    |
| 8                     | ماثيو فان دير بيل | هولندا           | هولندا           | + 1 دقيقة 18 ث    |
| 9                     | فلوريان سينيشال   | فرنسا            | فرنسا            | + 1 دقيقة 18 ث    |
| 10                    | سوني كولبريلي     | إيطاليا          | إيطاليا          | + 1 دقيقة 18 ث    |
| 11                    | فاوت فان آرت      | بلجيكا           | بلجيكا           | + 1 دقيقة 18 ث    |
| 12                    | ماركوس هويلجارد   | النرويج          | النرويج          | + 1 دقيقة 18 ث    |
| 13                    | فالنتين مادواس    | فرنسا            | فرنسا            | + 1 دقيقة 18 ث    |
| 14                    | ماتج موهوريك      | سلوفينيا         | سلوفينيا         | + 4 دقيقة 00 ث    |
| 15                    | جياكومو نيزولو    | إيطاليا          | إيطاليا          | + 4 دقيقة 05 ث    |
| 16                    | Nils Politt ‏      | ألمانيا          | ألمانيا          | + 5 دقيقة 25 ث    |
| 17                    | ويليام بويفن      | كندا             | كندا             | + 5 دقيقة 25 ث    |
| 18                    | جان بولانك        | سلوفينيا         | سلوفينيا         | + 5 دقيقة 25 ث    |
| 19                    | بينوا كوسنيفروي   | فرنسا            | فرنسا            | + 5 دقيقة 30 ث    |
| 20                    | فكتور كامبنارتس   | بلجيكا           | بلجيكا           | + 5 دقيقة 30 ث    |
| مصدر: ProCyclingStats |                   |                  |                  |                   |

## وصلات خارجية
- لمحة عن سباق سباق الطريق في بطولة العالم لسباق الدراجات على الطريق 2021 على موقع  ProCyclingStats   (برو  سايكلنج  ستاتس) - إحصاءات  محترفي  الدراجات.
- سباق الطريق في بطولة العالم لسباق الدراجات على الطريق 2021 على موقع إحصائيات الدراجات الإحترافية (الإنجليزية)